# Cleistocactus ayopayanus
Cleistocactus ayopayanus är en kaktusväxtart som beskrevs av Martín Cárdenas Hermosa. Cleistocactus ayopayanus ingår i släktet Cleistocactus, och familjen kaktusväxter. Inga underarter finns listade i Catalogue of Life.